# Olax
Olax es un género de plantas con flores con 126 especies pertenecientes a la familia de las olacáceas.

## Especies seleccionadas
- Olax acuminata Wall.
- Olax alliacea (De Wild.) Vermoesen ex Boutique
- Olax anceps (Oliv.) Roberty

## Sinonimia
- Drebbelia Zoll.
- Fissilia Comm. ex Juss.
- Pseudaleia Thouars
- Spermaxyrum Labill.